# VIM Airlines
VIM Airlines (russisch ВИМ Авиа) war eine russische Charterfluggesellschaft mit Sitz in Moskau und Basis auf dem Flughafen Moskau-Domodedovo.

## Geschichte
VIM Airlines wurde im Jahr 2002 gegründet. Sie übernahm im Jahr 2004 zwölf Boeing 757-200 von Condor und war damit die erste russische Charterfluggesellschaft, die mit westlichen Flugzeugen operierte.
Am 25. September 2017 stellte VIM Airlines den Charter-Flugbetrieb wegen finanzieller Probleme ein. Grund war auch eine Vorschrift der Aufsichtsbehörde, wonach jederzeit eine Reserve-Maschine jedes Flugzeugtyps bereitstehen müsse. Schon Monate zuvor hatten viele Flüge massive Verspätungen. Bei der Einstellung der Charterflüge setzten sich Gebiets-Gouverneure dafür ein, dass die Aufrechterhaltung der vertraglich zu leistenden subventionierten Flüge im Innern Russlands wenigstens kurzzeitig für einige Wochen gesichert würde. Die Verpflichtungen wurden bis Mitte Oktober 2017 aufrechterhalten.

## Flugziele
VIM Airlines bot vor allem ab ihrem Heimatflughafen Moskau-Wnukowo nationale und internationale Charterflüge an. Neben Charterflügen mit Schwerpunkt auf Sommer-Reiseziele am Mittelmeer flog die Linie auf subventionierten Flügen abgelegene Städte im Fernen Osten Russlands an.

## Flotte

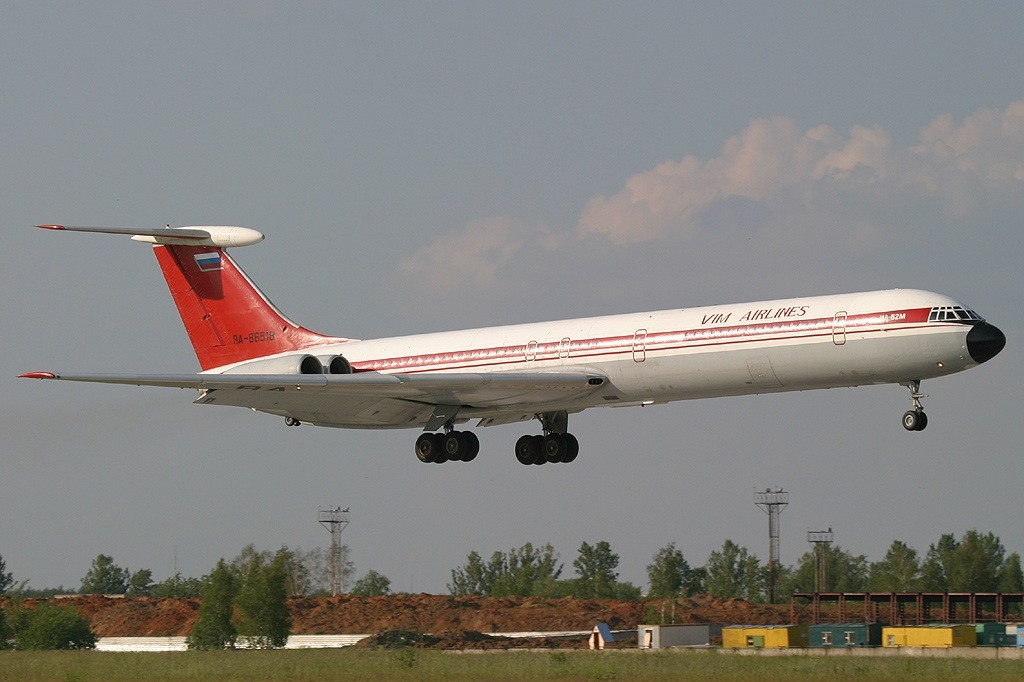
Eine Iljuschin Il-62M der VIM Airlines im Jahr 2004

Mit Stand Juli 2017 bestand die Flotte der VIM Airlines aus 27 Flugzeugen mit einem Durchschnittsalter von 19 Jahren:
| Flugzeugtyp      | Anzahl | bestellt | Anmerkungen              | Sitzplätze |
| ---------------- | ------ | -------- | ------------------------ | ---------- |
| Airbus A319-100  | 04     |          |                          | 150        |
| Airbus A330-200  | 02     |          |                          | 252        |
| Boeing 737-500   | 01     |          | 1 inaktiv                | 126        |
| Boeing 757-200   | 06     |          | 3 inaktiv                | 220        |
| Boeing 767-300ER | 02     |          | 1 inaktiv                | 271        |
| Boeing 777-200ER | 10     |          | + 4 bereit zur Lieferung | 282        |
| Boeing 777-300ER | 02     |          |                          | 428        |
| Gesamt           | 27     |          |                          |            |